# Imad Khalili
Imad Khalili (Dubái, 3 de abril de 1987) es un futbolista sueco que posee ascendencia palestina. Formado en las divisiones juveniles del Högaborgs BK, juega de centrocampista y su actual equipo es el Shanghái Donghai.

## Clubes
| Club             | País           | Año       |
| ---------------- | -------------- | --------- |
| Helsingborgs IF  | Suecia         | 2005-2007 |
| IFK Norrköping   | Suecia         | 2008-2013 |
| Helsingborgs IF  | Suecia         | 2013-2014 |
| Al-Shabab        | Arabia Saudita | 2014      |
| Shanghái Donghai | China          | 2014 -    |